# Maaäet
Maaäet – trzeci pełny album fińskiej folkowo-gotyckiej grupy Tenhi. Płyta dostała bardzo wysokie noty w magazynach metalowych, m.in. Kerrang (4/5) czy Metal Hammer (6/7) oraz parę z nich wyróżniło ją tytułem Album miesiąca.

## Lista utworów
1. "Varpuspäivä" (Sparrow-day) - 6:31
2. "Kuoppa" (Depth) - 4:32
3. "Kuulut Kesiin" (July's Wreath) - 3:34
4. "Salain" (Shapeless) - 4:40
5. "Viimeiseen" (Through Bloom-blades) - 6:58
6. "Vähäinen Violetissa" (Lithe in Lilac) - 6:16
7. "Sarastuskävijä" (Frail) - 5:58
8. "Maa Syttyy" (Orphan Joy) - 2:13
9. "Tuulenkaato" (Falter) - 5:00
10. "Aatos" (Reverie) - 2:14
11. "Uuvu Oravan Luu" (Ease Squirrel Bone) - 4:59
12. "Rannalta Haettu" (From the Shore) - 7:19

## Twórcy
- Ilmari Issakainen – perkusja, pianino, gitara, gitara basowa, instrumenty perkusyjne, śpiew
- Tyko Saarikko – śpiew, pianino, fisharmonia, syntezator, gitara, instrumenty perkusyjne
- Ilkka Salminen – śpiew, gitara, gitara basowa, fisharmonia, instrumenty perkusyjne
- Inka Eerola - skrzypce
- jaakko Hilppö - śpiew
- Janina Lehto - flet
- Tuukka Tolvanen - śpiew